# トマス・ブーリン

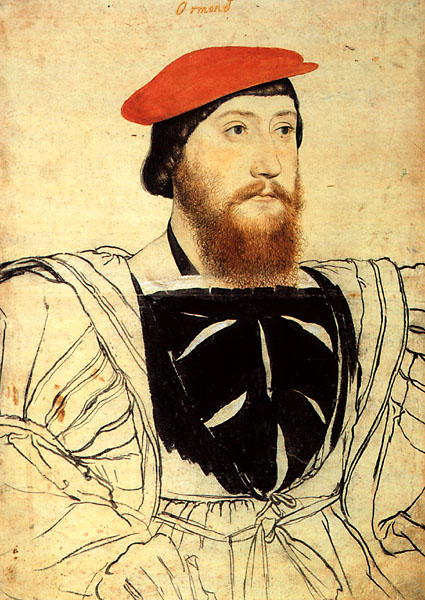
トマス・ブーリンとされてきた肖像画、ハンス・ホルバイン画。銘には「オーモンド」とだけ記されている。歴史家のデイヴィッド・スターキーはこの肖像画の人物を、ブーリンの親類で係争関係にあった第9代オーモンド伯爵ジェームズ・バトラーだと主張している。

トマス・ブーリン（Thomas Boleyn, 1st Earl of Wiltshire and Ormond, 1477年頃 - 1539年3月13日）は、テューダー朝時代のイングランドの貴族、外交官、廷臣。初代ウィルトシャー伯爵、初代オーモンド伯爵。ヘンリー8世の2番目の王妃アン・ブーリンの父。

## 生涯
ケント州ヒーヴァー城の城主サー・ウィリアム・ブーリンの息子として生まれた。母はアイルランド貴族の第7代オーモンド伯爵トマス・バトラーの娘レディ・マーガレット・バトラーであった。1499年以前に、第2代ノーフォーク公爵トマス・ハワードの娘レディ・エリザベス・ハワードと結婚した。夫妻の間には少なくとも5人の子供があったが、成人したのはメアリー（1499年頃 - 1543年）、アン（1501年頃 - 1536年）、ジョージ（1504年頃 - 1536年）の3人だけである。
1501年に宮廷に伺候し、ラテン語やフランス語を使いこなす卓越した言語能力を買われ、外交官となった。1503年、マーガレット王女のスコットランド王ジェームズ4世への輿入れに随員として参加した 。1509年、ヘンリー8世の戴冠式に際してバス勲章を受けた。1511年および1517年にケント州代官に任じられている。1512年、スペイン領ネーデルラントの女総督マルガレーテ大公女の宮廷に使節として赴いた。この際、自身と同じく語学に堪能な娘アンを大公女の宮廷に侍女として出仕させることを許された。1518年から1521年にかけてフランス駐在大使を務め、1520年6月に行われたヘンリー8世とフランス王フランソワ1世の会見（金襴の陣）を実現させるための交渉を行い、会見にも立ち会った。1521年および1523年、神聖ローマ皇帝カール5世の宮廷に使節として赴いた。1523年、ガーター騎士団の騎士に叙任される。1525年6月16日、ロッチフォード子爵（Viscount Rochford）の爵位を与えられた。
1515年、母方の祖父の第7代オーモンド伯爵が男子の無いまま死去すると、伯爵位は相続人不在とされた。ブーリンは母からオーモンド伯爵位の継承権を受け継いでいると主張した。それに対し、オーモンド伯爵家の男系子孫であるサー・ピアーズ・バトラーも伯爵位の請求者に名乗りを挙げた。この競合の解決策として、ブーリンの娘アンとピアーズ・バトラーの息子ジェームズ・バトラーと結婚させる案も話し合われたが、婚約は実現しなかった。ところが1526年頃、ヘンリー8世王がブーリンの娘アンに関心を寄せ始めると、爵位をめぐる膠着状態は一変した。ブーリンは1529年12月8日、ウィルトシャー伯爵およびオーモンド伯爵に叙せられた。ピアーズ・バトラーは王の圧力を受けて請求を取り下げ、代わりにオソリー伯爵位を受けた。
ブーリンは1529年、ヘンリー8世と王妃キャサリン・オブ・アラゴンの婚姻無効（そして王と自分の娘との結婚）を実現させるべく、皇帝カール5世および教皇クレメンス7世に使節として遣わされ、謁見を許されている。1530年には王璽尚書に任命された。娘のアンは1532年、ペンブルック侯爵位を与えられ、翌1533年にヘンリー8世と結婚して王妃となった。しかし1536年、娘アンと息子ジョージは王命により処刑された。ブーリンは子供たちと違って命は奪われなかったものの、王璽尚書の地位を失って宮廷から追放され、失意の晩年を送った。さらに1538年1月22日、相続をめぐって競合関係にあったピアーズ・バトラーにオーモンド伯爵位が与えられたことは、ブーリンにさらなる追い打ちをかけた。翌1539年のブーリンの死により、二重に存在していたオーモンド伯爵位は正式にバトラー家に帰属した。

## 子女
妻エリザベス・ハワードとの間の子供のうち、3人が成人した。
- メアリー・ブーリン（1499年頃 - 1543年） - サー・ウィリアム・ケアリー（英語版）夫人
- アン・ブーリン（1501年頃 - 1536年） - イングランド王ヘンリー8世妃、刑死
- ジョージ・ブーリン（1504年頃 - 1536年） - ロッチフォード子爵、刑死

## フィクション
トマス・ブーリンは娘アンの成功と破滅の物語に、脇役としてしばしば登場する。

### 映像作品
- 『1000日のアン』（1969年） - 演：マイケル・ホーダーン
- 『ブーリン家の姉妹（テレビ映画版）(The Other Boleyn Girl)』（2003年） - 演：ジャック・シェパード(Jack Shepherd)
- 『ブーリン家の姉妹（映画版）』（2008年） - マーク・ライランス(Mark Rylance)
- 『THE TUDORS』（2007年 - 2010年） - 演：ニック・ダニング